# Opening of the Pan-American Exposition Showing Vice President Roosevelt Leading the Procession
Opening of the Pan-American Exposition Showing Vice President Roosevelt Leading the Procession, známý také pod názvem Opening of the Pan-American Exposition on May 20, 1901, je americký němý film z roku 1901. Režisérem je James H. White (1872–1944). Film trvá zhruba dvě minuty a premiéru měl 8. června 1901.

## Děj
Film zachycuje počátek světové výstavy Pan-American Exposition, která byla zahájena 20. května 1901 v Buffalu za účasti amerického viceprezidenta Theodora Roosevelta, který zastoupil Williama McKinleyho, který se dění kvůli nemoci manželky neúčastnil. McKinley s manželkou nakonec o necelé čtyři měsíce později expozici navštívili. To se McKinleymu stalo osudným, protože ho v koncertním sále Temple of Music 6. září 1901 postřelil anarchista Leon Czolgosz. McKinley pak v důsledku počátečního zranění a následné infekce zemřel o 8 dní později 14. září 1901.